# Ekajo
Der Ekajo, auch poki poki, ist ein indonesischer Speer der Ethnien auf der vor der Westküste Sumatras gelegenen Insel Enggano.

## Beschreibung

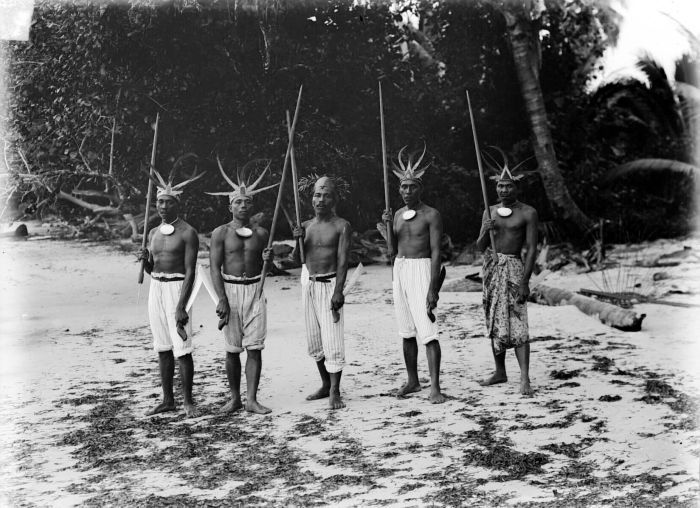
Krieger aus Enggano im traditionellen Kriegskostüm und Wurfspeer Ekajo (Jahr unbekannt). Quelle: Tropenmuseum

Allgemein bezeichnet Ekajo den Kriegsspeer (weitere Benennungen auf Enggano: ebaoe, ekajo feji oder kanakinie); Bezeichnungen der in der Form etwas abweichenden Jagdspeere sind bohoi oder ekitoba. Vom Ekajo abweichende mehrzackige Fischspeere werden auch als keyako oder kiakowe bezeichnet.
Der Ekajo ist die Nationalwaffe der Ethnien von der Insel Enggano (Pulau Enggano), von denen jeder Mann mehrere besaß und die auch Zeichen seines Reichtums waren.
Der Ekajo hat einen geraden, runden Schaft aus Holz. Die Klingen gibt es in verschiedenen Ausprägungen: sie können mit Widerhaken ausgestattet sein, oder auch glatt und mit einem Mittelgrat versehen. Die Anzahl der Widerhaken ist nicht bestimmt und je nach Version unterschiedlich. Ihre Form kann symmetrisch oder asymmetrisch sein. Der italienische Forscher Elio Modigliani, der 1891 Enggano bereiste, gibt in einer Abbildung in seinem Werk L’isola delle donne von 1894 bereits neun verschiedene Grundtypen wieder. Der Ekajo wird im Krieg oder bei Auseinandersetzungen im Allgemeinen als Wurfspeer benutzt; Widerhaken dienen dazu, den gegnerischen Schild herunterzudrücken, Speere mit breiter oder schwerer Spitze dazu, den Schild zu durchdringen.
Die Materialien zur Herstellung variieren ebenfalls. Es wird Eisen, Kupfer, Knochen, Bambus oder Holz verwendet. Die Enggano verfügen nicht über eine Schmiedekunst. Speerspitzen und Dornen aus Metallen werden aus einem Stück, zumeist sonst unbrauchbare Reste aus von außen eingeführten Macheten oder Parang genannten Schwertern, ohne Feuer oder Hitze durch Hämmern, Schleifen und Polieren bearbeitet. Widerhaken aus anderen Materialien können auch angesetzt sein.
Der Schaft wird von der Klinge zum Ende dünner und ist oft mit figürlichen Darstellungen verziert. Das Schaftende ist oft mit Pflanzenfasern umwickelt und mit einem spitzen Metalldorn ausgestattet.
Die Längen des Ekajo werden dem Bedarf angepasst. Die Kinder der Volksstämme von Enggano beginnen ihr Training mit einem Speer von etwa 50 cm bis maximal 100 cm Länge. Mit zunehmendem Alter und wachsender Erfahrung wird die Länge schrittweise auf die Maximallänge erhöht. Es sind genaue Treffer bis zu einer Entfernung von 50 Metern möglich.